# Alegeri legislative în Italia, 2006
Alegerile politice din 2006 pentru renovarea celor doua ramuri ale Parlamentului Italian (Camera deputatilor și al Senatului Republicii) au avut loc în data de 9-10 aprilie. Victoria a fost a coaliției de centru–stânga, ce avea drept candidat la președinția consiliului pe Romano Prodi, cu o majoritate a Senatului și o mai mare margine la Camera.
Răspunsul la tornada electorală a fost nesigur până la sfârșitul scrutinului schedelor, atrăgând atenția presei internaționale. Coaliția învinsă de centru-dreapta (candidatul fiind premierul Silvio Berlusconi), și alte părți politice și jurnalistice au pus la îndoială corectitudinea alegerilor, cerând renumărarea parțială a buletinelor de vot pentru alegerile Senatului.